# Parathyma jadava
Parathyma jadava är en fjärilsart som beskrevs av Felder 1867. Parathyma jadava ingår i släktet Parathyma och familjen praktfjärilar. Inga underarter finns listade i Catalogue of Life.